# Aalener Protokoll
Das Aalener Protokoll war ein Vertrag zwischen dem Herzogtum Württemberg und der Fürstpropstei Ellwangen, der das Zusammenleben der Konfessionen im „gemeinschaftlichen Flecken Oberkochen“ regelte. Es wurde am 22. November 1749 in der neutralen Reichsstadt Aalen unterzeichnet.
Die neun Paragraphen und etwa 80 Seiten umfassende Vereinbarung regelt unter anderem Verwaltungs- und Obrigkeitsfragen, Grenzfragen, Forst- und Jagdrecht und das Läuten der Kirchenglocken. Ein wichtiger Punkt waren die Regelungen zur Glaubensfreiheit, die den Bewohnern der verschiedenen Konfessionen die ungestörte Ausübung ihrer jeweiligen Religion zusicherte.

## Geschichte
Bereits in der ersten Hälfte des 12. Jahrhunderts hatte das Kloster Ellwangen Besitzungen im Bereich Oberkochens, die durch Schenkungen erweitert wurden. Ein anderer Teil des Dorfes war im Besitz des Zisterzienserklosters Königsbronn. Das Ellwanger Kloster kam unter die Leitung des Fürstpropstes, während das Kloster Königsbronn im Jahre 1504 an Württemberg fiel. Ellwangen blieb nach Reformation und Gegenreformation katholisch, während Königsbronn mit Württemberg zusammen evangelisch wurde. Damit gab es in Oberkochen ab Mitte des 16. Jahrhunderts zwei Konfessionen. Nach dem Dreißigjährigen Krieg unterstanden etwa zwei Drittel der Einwohner der Fürstpropstei Ellwangen und ein Drittel dem Hause Württemberg. Die „Grenze“ der beiden Konfessionen verlief durch den Ort. Verschiedenste rechtliche Unklarheiten und Streitigkeiten zwischen den beiden herrschenden Obrigkeiten sowie zwischen den Bewohnern bezüglich dieser Ortsteilung erforderten klärende Regelungen. Ein erster Einigungsversuch im Jahr 1731 war jedoch gescheitert.